# Eragrostis refracta
Eragrostis refracta là một loài thực vật có hoa trong họ Hòa thảo. Loài này được (Muhl.) Scribn. mô tả khoa học đầu tiên năm 1894.